# Champigné
Champigné là một xã thuộc tỉnh Maine-et-Loire trong vùng Pays de la Loire phía tây Pháp. Xã nằm ở khu vực có độ cao trung bình 43 mét trên mực nước biển. Dân số năm 2006 là 1869 người.